# 莱福日
莱福日（法語：Les Forges，法語發音：[le fɔʁʒ] ⓘ）是法国上法蘭西大區孚日省的一个市镇，属于埃皮纳勒区。

## 地理
莱福日（48°10'36"N, 6°23'33"E）面积7.14 平方千米，位于法国大東部大區孚日省，该省份为法国东北部内陆省份，北起默兹省和默尔特-摩泽尔省，西接上马恩省，南至上索恩省和贝尔福地区省，东临上莱茵省和下莱茵省。
与莱福日接壤的市镇（或旧市镇、城区）包括：于克瑟涅、勒诺瓦、桑谢、尚特赖讷、戈尔贝。

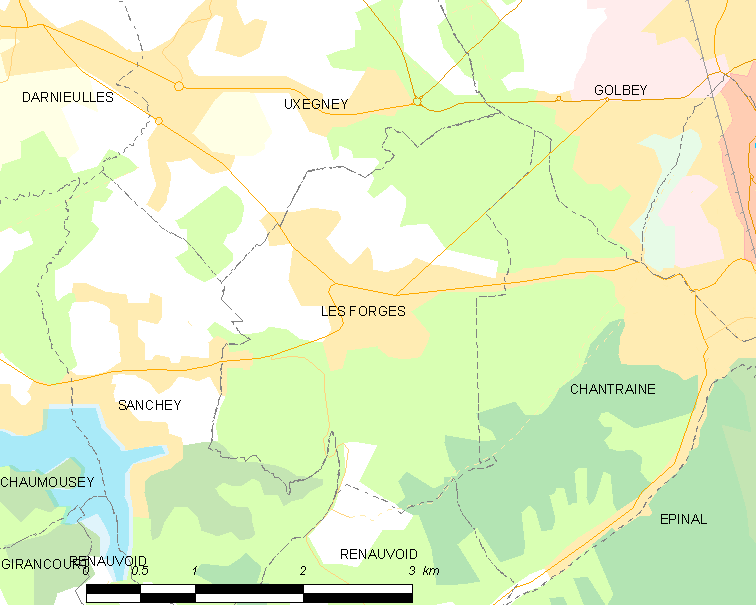
莱福日的OSM定位图

莱福日的时区为UTC+01:00、UTC+02:00（夏令时）。

## 行政
莱福日的邮政编码为88390，INSEE市镇编码为88178。

## 政治
莱福日所属的省级选区为埃皮纳勒第一县。

## 人口

1962-2008年间莱福日人口变化图示

莱福日于2022年1月1日时的人口数量为1779人。